# Reeker
Reeker (engl. „Stinker“) ist ein US-amerikanischer Independent-Horrorfilm aus dem Jahr 2005.

## Handlung
Im Vorspann sieht man eine junge Familie mit Hund in einem Auto durch die Wüste fahren, als plötzlich ein Reh auf die Straße läuft und von dem Auto erfasst wird. Als sie aussteigen, läuft der Hund weg und als er wiederkommt, fehlen ihm die Hinterbeine. Als die Mutter sich um den Hund kümmern will, schleicht sich von hinten der Vater an, dem ein Teil der rechten Gesichtshälfte fehlt, bevor der Vorspann endet. Auf diese Geschichte wird im Film nicht mehr eingegangen, allerdings findet einer der Hauptcharaktere ein totes Reh.
In der nächsten Szene sieht man Trip, einen der Protagonisten, mit dem Dealer Radford. Trip stiehlt ihm alle Pillen und trifft sich anschließend mit seinen Freunden Cookie, Nelson, dem blinden Jack und Gretchen, der Fahrerin. Die fünf Freunde sind unterwegs zu einer Rave-Party mitten in der Wüste, genannt Area52. Als Trip behauptet, dass er Ecstasy mitführe, soll er das Auto verlassen. Da er aber aus dem Funkloch niemanden erreicht, der ihn abholen kann, darf er wieder einsteigen. Sie fahren zu dem Diner zurück, wo sie sich kurz zuvor aufhielten. Auf der Fahrt sehen sie einen umgestürzten Truck, neben der Straße liegen. Sie wundern sich darüber, bleiben jedoch nicht stehen, um eventuell Hilfe zu leisten.
Wieder am Diner angekommen, steigt Trip aus. Die anderen wollen weiterfahren, aber das Auto springt nicht mehr an. Im Diner suchen sie Hilfe. Der Gastraum scheint vor wenigen Minuten verlassen worden zu sein. Handys, das Telefonnetz, Radio und Fernsehen funktionieren aus unbekannten Gründen nicht; einzig elektrischer Strom ist vorhanden. Die Studenten hören, nachdem sie die Autoantenne mit Metallstäben verlängern, von einem Unglück, weswegen die Straßen um sie herum gesperrt sind. Sie beschließen, die Nacht in dem verlassenen Motel zu verbringen.
In derselben Nacht versucht Trip, irgendwo in der Umgebung Benzin aufzutreiben, um den Tank ihres Trucks aufzufüllen und weiterfahren zu können. Er macht sich mit seinem Skateboard auf den Weg und findet ein Auto, das er anzapfen will, wird jedoch von einem plötzlich auftauchenden Mann verjagt. Voller Panik macht Trip sich mit seinem Skateboard auf den Weg zu den anderen im Motel. Auf dem Weg bemerkt er hinter sich aufleuchtende Autoscheinwerfer, woraufhin er sich in die Böschung stürzt, um sich zu verstecken. Ein Wohnwagen mit einem älteren Herrn namens Henry nähert sich und bleibt direkt neben ihm stehen. Henry schreit Trip zu, er solle aus der Böschung hervorkommen, woraufhin er Trip anbietet, ihn bis zu seinen Freunden mitzunehmen. Auf die Frage, warum Henry so spät noch unterwegs sei, antwortet dieser, er suche seine Frau, da sie seit morgens verschwunden war.
Nachdem beide am Motel angekommen sind, legt sich Henry in seinem Wohnmobil schlafen. Ein blonder Junge (Nelson) und eines der Mädchen (Cookie) suchen sich ein Zimmer, um dort alleine zu sein. Gretchen und Jack entscheiden sich dafür, draußen im Zelt zu nächtigen. Cookie verlässt Nelson in der Nacht, um draußen das Trockenklo aufzusuchen. Aus der Toilette steigt plötzlich extremer Gestank auf (gekennzeichnet durch gasartiges Flimmern), und Cookie wird trotz heftiger Gegenwehr in das Trockenklo hinuntergezogen und stirbt.
Trip versucht derweil auf dem Dach des Motels, Netz mit dem Handy zu empfangen, um Hilfe zu rufen. Den ganzen Film über taucht dieser mysteriöse Mann, der auch an dem Wagen war, den Trip anzapfen wollte, auf. So auch auf dem Dach. Trip bekommt plötzlich vollen Empfang und hört eine Stimme sagen: „Hier ist ein Unfall.“ Hinter ihm erscheint ein Mann mit einer riesigen Schere. Dann wird die Szene unterbrochen.
Nelson, der sich nach einiger Zeit Sorgen um Cookie macht, geht sie suchen, jedoch ohne Erfolg. Wieder im Zimmer bemerkt er unter dem Bett plötzlich eine Hand mit einer Art Holzaushohler. Der Gestank breitet sich aus unerklärlichen Gründen auch wieder aus. Nelson wirft einen Schuh vom Bett auf den Boden, woraufhin dieser sofort zerfetzt wird. Er wickelt sich daraufhin in eine Decke ein und springt aus dem Fenster. Jedoch wird ihm durch einen Glassplitter die Halsschlagader komplett aufgeschlitzt. Nelson verblutet.
Gretchen und der blinde Jack machen sich mit der Zeit Sorgen, weil niemand mehr hörbar und anwesend ist. Als sie Trip auffinden, der inzwischen einen Arm verloren hat, bekommen auch sie Angst. Wie aus dem Nichts taucht der mysteriöse „Killer“ auf, der niemanden weniger darstellen soll als den Tod persönlich, also der Sensenmann. Der Tod holt sich daraufhin Trip – Gretchen und Jack können derweil fliehen. Sie verschanzen sich auf dem Dach des Wohnwagens und versuchen, die Nacht zu überleben. Der Tod startet immer wieder neue Angriffe, die Gretchen mit einem Revolver abwehrt. Jack sagt daraufhin: „Wer leben will, darf keine Angst vor dem Tod haben.“ Zu diesem Zeitpunkt jedoch weiß Gretchen nicht, was er damit meint.
Als der Sensenmann einen weiteren Angriff startet, und Jack am Hinterkopf durch einen Metallspieß verletzt, reißt dieser ihm die Maske (eine Gasmaske) vom Gesicht, woraufhin ein verwestes Gesicht zum Vorschein kommt. Gretchen wehrt den Angriff wieder mit dem Revolver ab, bringt Jack in das Auto und ergreift die Flucht. Da es langsam hell wird, vermutet Gretchen, diese Horrornacht hinter sich zu haben. Doch der Tod lässt sich nicht so leicht abhängen. Das beweist er damit, dass er während voller Fahrt, plötzlich auf dem Dach des Trucks auftaucht, um Gretchen zu töten. Daraufhin sagt Jack wieder „Wer leben will, darf keine Angst vor dem Tod haben“, woraufhin Gretchen das Lenkrad herumreißt und der Wagen anfängt sich viele Male zu überschlagen.
Zum Ende des Filmes wird die wahre Geschichte der Studenten offenbart. Trip, Nelson und Cookie waren bei einem Unfall gestorben, als der Fahrer des Wohnwagens (also Henry) einen Herzinfarkt bekam und ungebremst in ihr Fahrzeug raste, als sie Trip absetzten. Gretchen und Jack sowie Henrys Frau überlebten den Unfall. Der Mann, der zwischendurch immer wieder auftauchte und Mysteriöses erzählte, war in Wirklichkeit der erste Autofahrer, der die Unfallstelle entdeckte.
In der Schlussszene unterhalten sich Gretchen und Jack darüber, dass sie sich nicht an den Unfall erinnern.

## Kritiken
www.gruselseite.com nennt den Film „eine Mischung aus Wrong Turn und Dead End“, den sich kein Fan des Genres entgehen lassen sollte.
Die Zeitschrift TV Spielfilm 6/2008 schrieb, der Film sei ein „fieser kleiner Reißer mit eigenen Ideen“. Seine Figuren seien „klischeefern“ und es gebe „intelligente Wendungen“.

## Hintergründe
Der Film wurde in Los Angeles gedreht. Seine Weltpremiere fand am 13. März 2005 auf dem South by Southwest Film Festival statt, dem das Tribeca Film Festival und einige weitere Filmfestivals folgten. Der Film spielte in den britischen Kinos rund 234.000 Pfund Sterling ein.
Im Jahr 2008 folgte die Fortsetzung mit dem Titel No Man’s Land: The Rise of Reeker.